# Edificio APA
L'Edificio APA (in inglese: APA Building) è uno storico edificio commerciale di Sydney in Australia.

## Storia
La costruzione di una nuova sede per l'Australian Provincial Assurance Association Ltd lungo Martin Place è intrinsecamente connessa alla creazione stessa di questa celebre arteria del centro di Sydney. Quando, l'8 aprile 1936, venne aperta l'estensione di Martin Place fino a Macquarie Street, una serie di terreni edificabili lungo la nuova arteria venne resa disponibile dall'amministrazione della Città di Sydney. I primi due terreni a essere venduti furono quelli tra Elizabeth Street e Phillip Street. Quello a settentrione venne venduto alla Rural Bank of New South Wales, mentre quello a meridione venne acquistato dall'Australian Provincial Assurance Company Ltd il 23 maggio 1935 per la somma di 83 mila sterline australiane.
Il giovane architetto David W. King venne incaricato del progetto e della supervisione dei lavori di costruzione. Questi cominciarono a inizio giugno 1936 a seguito di cinque mesi di lavori preliminari e di scavo, portando all'apertura dell'edificio nel maggio 1937.

## Descrizione
L'edificio, situato presso Martin Place nel CBD di Sydney, presenta uno stile Art déco. È attiguo all'Edificio GIO.

## Galleria d'immagini

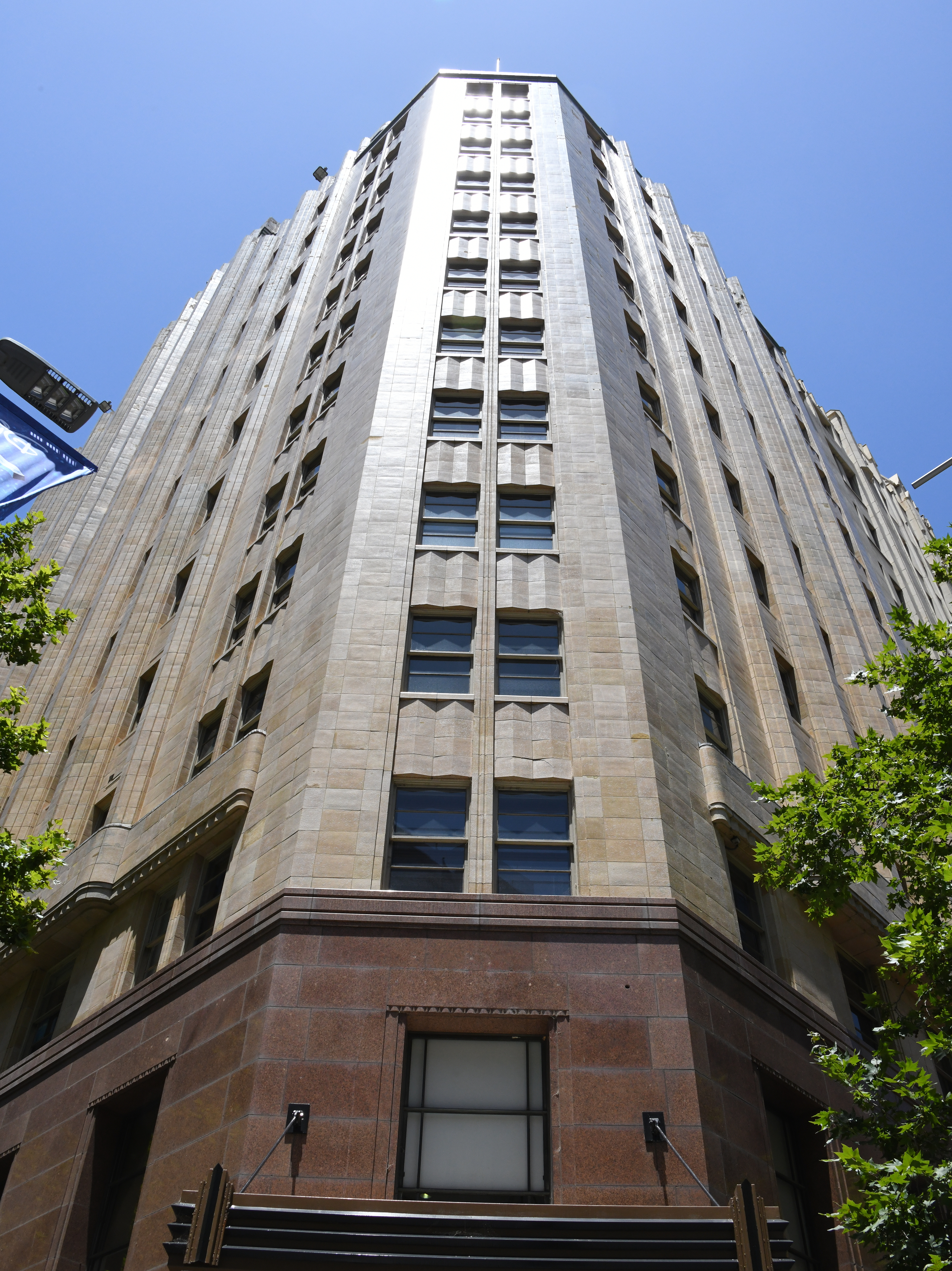
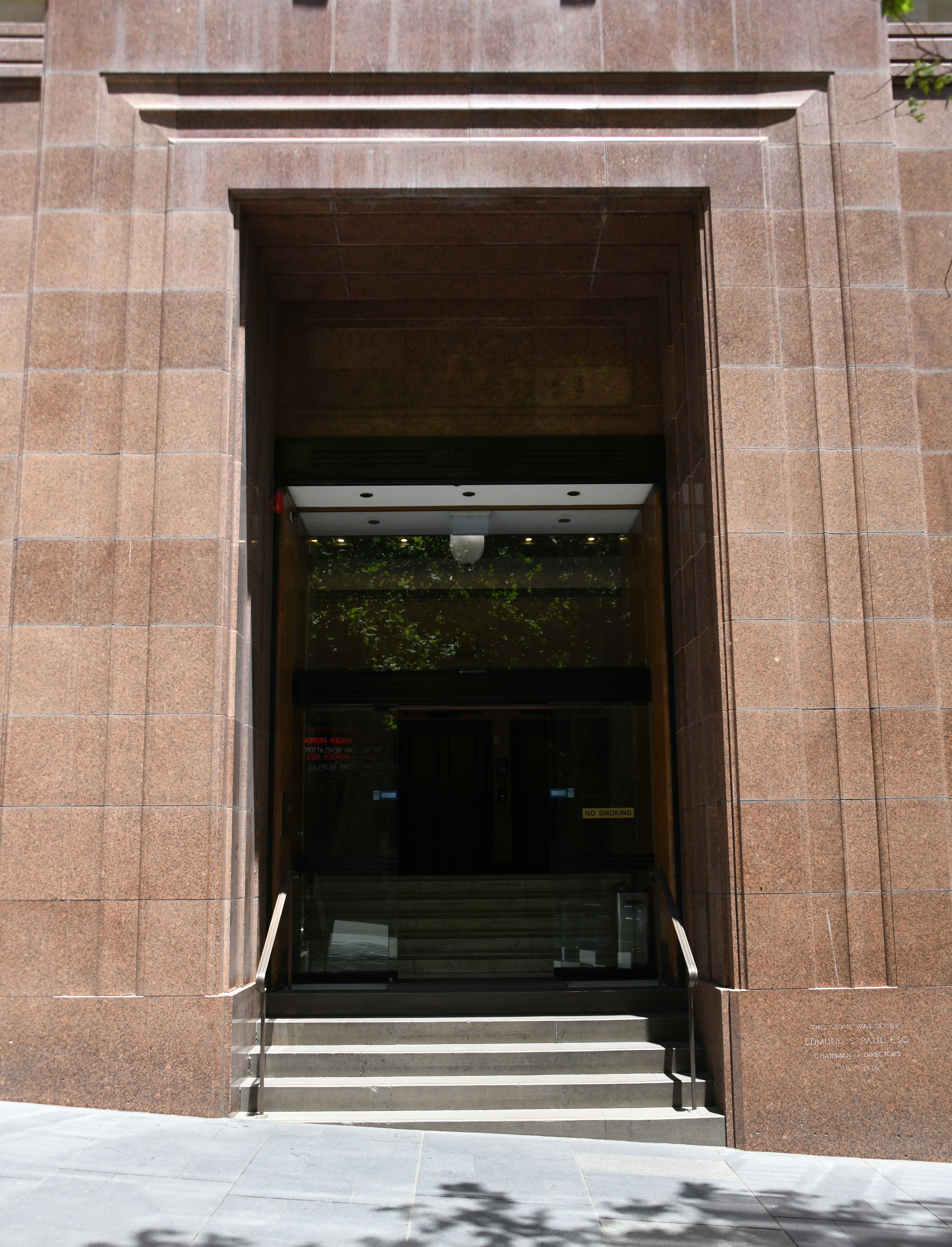
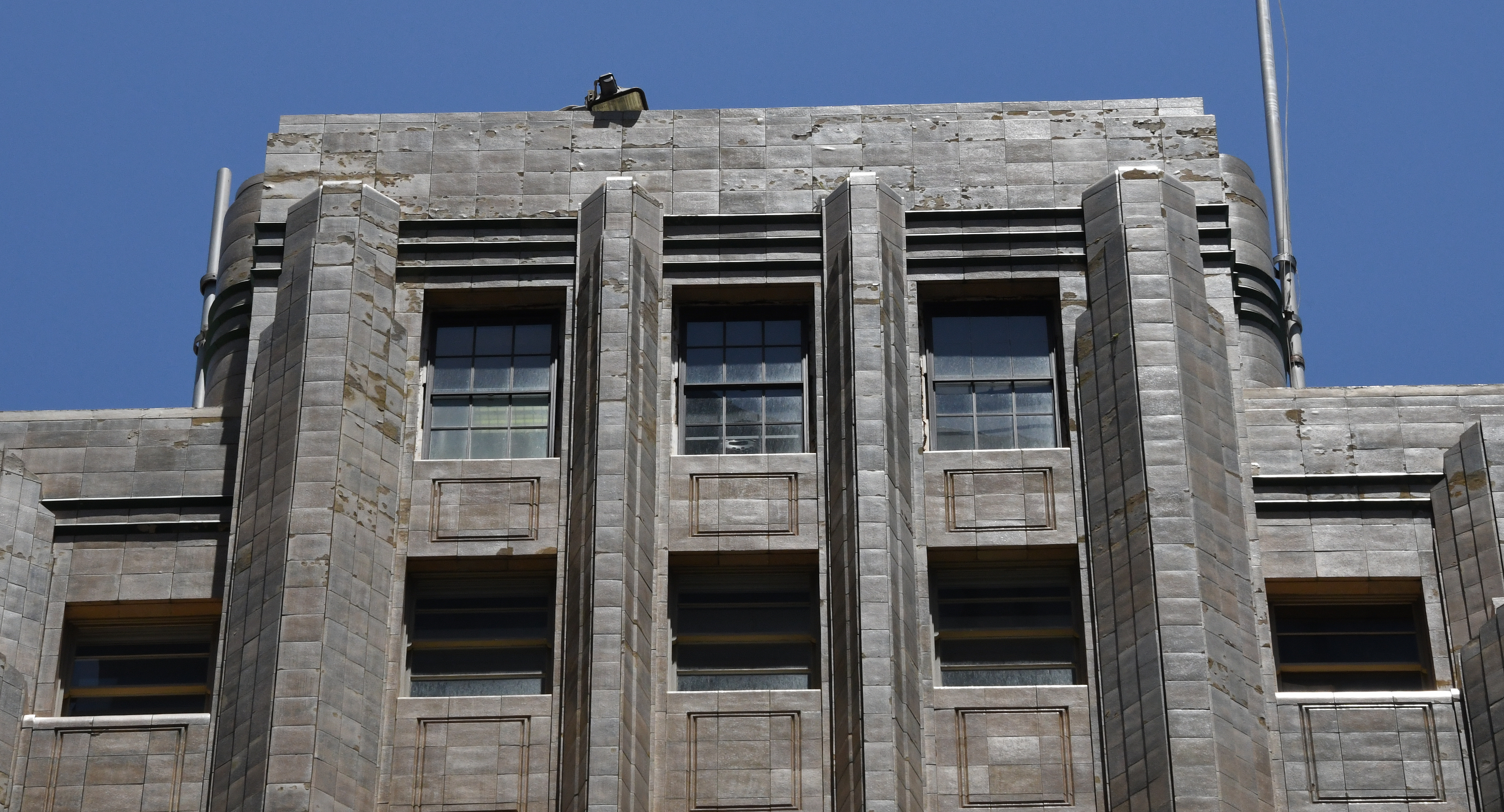